# Santuario della Madonna de La Salette (Trambileno)
Il santuario della Madonna de La Salette è una chiesa sussidiaria situata in località Moscheri, capoluogo del comune sparso di Trambileno in Trentino. Risale al XIX secolo.

## Storia

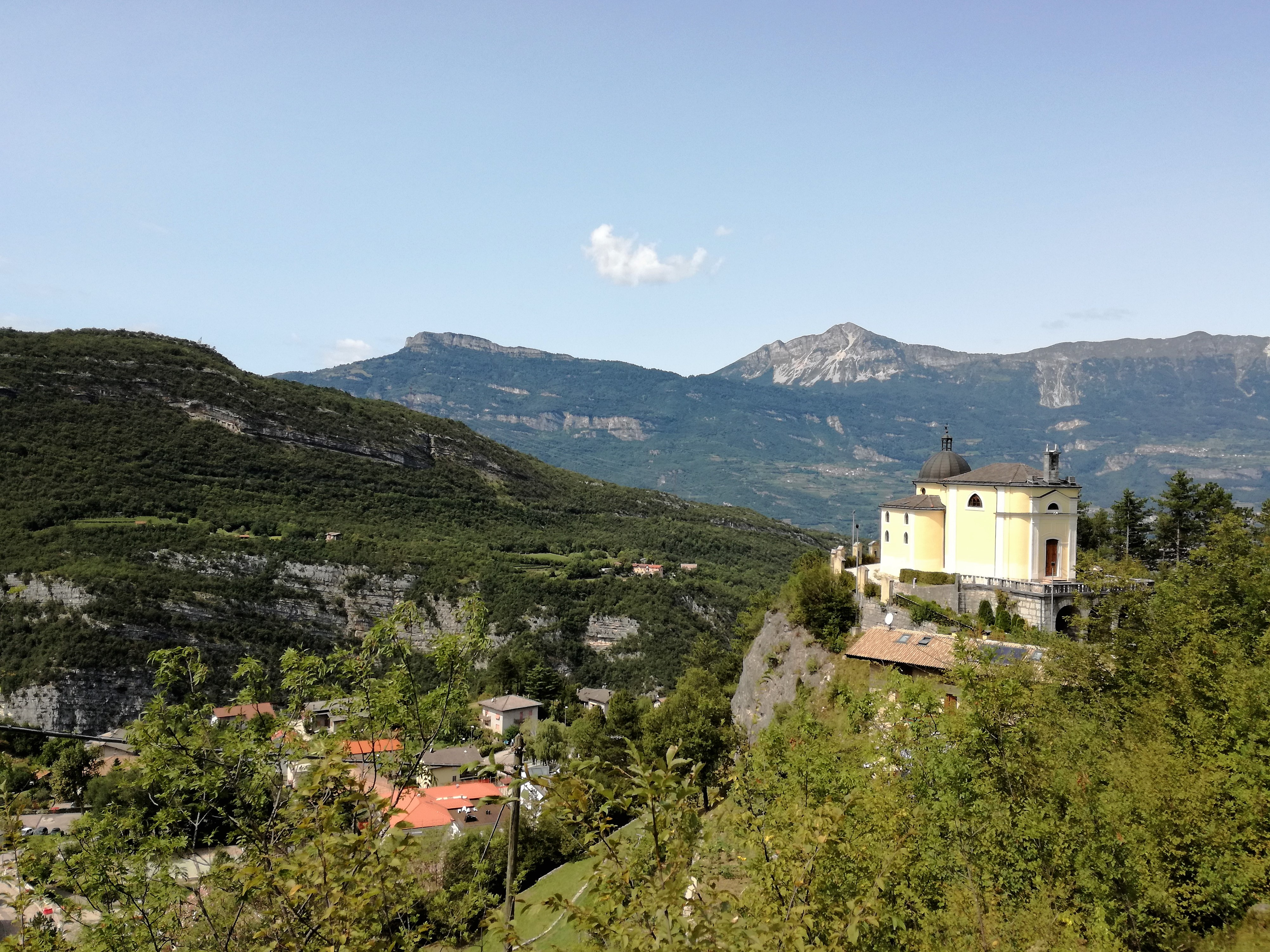
Vista panoramica del santuario

L'idea di costruire una prima edicola dedicata a Maria fece seguito ad un voto popolare legato ad uno scampato pericolo da contagio di colera, che a Trambileno causo tuttavia dodici vittime.
Attorno alla metà del XIX secolo la costruzione iniziò e nel 1856 si chiese il permesso per erigere una cappella intitolata alla Madonna de la Salette. Permesso e costruzione furono molto veloci, e lo stesso anno la piccola chiesa venne benedetta.
Proseguirono poi le attività per ampliare questo primo nucleo che venne benedetto nella sua nuova forma nel 1863.
Miglioramenti successivi furono la pavimentazione della sala e del presbiterio, la posa del nuovo altar maggiore, la sistemazione del sagrato sostenuto da grandi arcate e la costruzione di una Via Crucis attorno all'edificio.
Nel 1878 il santuario ebbe la concessione della custodia eucaristica. 
Attorno alla fine del secolo vennero eseguiti diversi lavori di restauro, in particolare sulla cupola e sul sagrato.
Tra il 1915 e il 1918 la chiesa venne spogliata dagli austriaci di quasi tutto quanto era asportabile e nel primo dopoguerra fu oggetto di importanti lavori per il ripristino degli interni e degli arredi.
A partire dalla metà del XX secolo e sino al 1996 il tempio venne interessato a restauri conservativi e straordinari, a partire dalla stessa strada che conduce al santuario.
Seguirono lavori sulle coperture e sulla cupola, sulla Via Crucis, sugli intonaci interni ed esterni e sui dipinti. Venne realizzata una ritinteggiatura generale e si affrontarono tutti i problemi del degrado che era seguito agli interventi appena compiuti.
L'ultimo intervento del 1996 fu la sistemazione sotto i tre archi che sostengono il sagrato di tre sculture che ricordano l'apparizione miracolosa di Nostra Signora di La Salette.